# Aeroportul Dracena
Aeroportul Dracena (IATA: QDC, ICAO: SDDR) este un aeroport din São Paulo, Brazilia ce deservește zona Dracena. A fost numit după zona deservită.
Situat la o altitudine de 372 m, aeroportul dispune de 1 pistă.

## Infrastructură

### Piste
Aeroportul dispune de o singură pistă. Pista 9/27 are suprafața de asfalt și dimensiunile 1.500 m × 30 m. 